# Étienne de Mornay
 (février 2022).
Si vous disposez d'ouvrages ou d'articles de référence ou si vous connaissez des sites web de qualité traitant du thème abordé ici, merci de compléter l'article en donnant les références utiles à sa vérifiabilité et en les liant à la section « Notes et références ».
Pour les articles homonymes, voir Mornay.
Étienne de Mornay (né à une date inconnue et mort en 1332) est un conseiller des rois de France Philippe IV, Louis X, Charles IV et Philippe VI, apparaissant aussi à ce titre comme l'un des protagonistes de la suite romanesque Les Rois maudits et de ses deux adaptations télévisées.

## Biographie

### Premières fonctions auprès de Philippe IV et de Charles de Valois
Neveu de Pierre de Mornay, évêque d'Auxerre, Étienne de Mornay est destiné à une carrière ecclésiastique. Initialement clerc, il devient juriste, après avoir été formé à l'université d'Orléans. Il suit les pas de son oncle et siège au conseil « secret » de Philippe IV le Bel au cours des dernières années de son règne. Cette élévation lui permet de devenir l'un des plus puissants seigneurs ecclésiastiques de France. Au début de l'année 1314, il est chancelier de Charles de Valois, le très ambitieux frère du roi, et dirige l'administration des possessions de ce prince. Le 29 novembre 1314, Philippe le Bel meurt, laissant la couronne à son fils aîné Louis de Navarre, qui devient le roi Louis X. Ce dernier confie la conduite des affaires du royaume à son oncle le comte de Valois, ce qui permet à Étienne de Mornay de se rapprocher du pouvoir.

### Chancelier de Louis X
Le 1er janvier 1315, Mornay est fait chancelier de France en lieu et place de Pierre de Latilly, soupçonné de malversations. L'une de ses premières tâches est de siéger au sein de la commission chargée d'examiner le cas d'Enguerrand de Marigny, l'ancien coadjuteur déchu de Philippe le Bel. Marigny est dans un premier temps exempté de tous soupçons avant d'être de nouveau attaqué, accusé de sorcellerie et condamné à mort. Malgré ses liens avec Charles de Valois, ennemi acharné de Marigny, le chancelier n'a semble-t-il pas été partisan de l'exécution du ministre. La même année, Mornay est nommé doyen de Saint-Martin, une charge prestigieuse. En mai 1315, il est l'un des négociateurs du traité de réconciliation signé entre le roi Louis X et Louis de Nevers, l'héritier du comté de Flandre. 

### Éviction sous Philippe V et retour en grâce sous Charles IV
Cependant, à la mort de Louis X le 5 juin 1316, Mornay perd la chancellerie au profit de Pierre d'Arrablay. Écarté du pouvoir sous Philippe V le Long, il devient proche du frère cadet du nouveau roi, Charles de la Marche, dont il est peut-être le chancelier. En 1318, il est « établi à tenir » le Parlement de Chartres. La mort le 3 janvier 1322 de Philippe V et l'avènement au trône de son protecteur de la Marche sous le nom de Charles IV permettent à Mornay de retrouver les allées du pouvoir. Six jours seulement après le décès de Philippe V, il est nommé maître à la Chambre des comptes. Dans un premier temps, il siège peu dans cet organe car il accompagne le nouveau roi en déplacement et effectue une mission auprès du pape Jean XXII. Cette ambassade, qui a lieu vraisemblablement en mai 1322, a pour but d'obtenir l'annulation du mariage du roi avec Blanche de Bourgogne, convaincue d'adultère et enfermée dans la forteresse de Château-Gaillard depuis 1314. La mission est un succès puisque, le 19 mai, Jean XXII prononce la dissolution du mariage royal et donne l'autorisation au roi de France de se remarier.

### Dernières années auprès de Philippe VI
Mornay reste maître de la Chambre des Comptes durant toute la durée du règne de Charles IV, mais les archives manquent pour connaître ses actions au cours de cette période. Sous Philippe VI de Valois, Mornay conserve les faveurs acquises sous le règne précédent. En 1330, il convoite vraisemblablement le siège épiscopal d'Auxerre. Bien qu'ayant le soutien de plusieurs cardinaux, l'hostilité d'autres prélats de grande importance l'empêche d'assouvir son ambition. En 1331, il est membre de la commission qui juge Robert III d'Artois pour usage de faux et sorcellerie. Malade, l'ancien chancelier se retire ensuite en Berry. Il y meurt fin août 1332, peut-être le 31, et est inhumé dans l'abbaye de Fontmorigny.